# Kawasaki Ha40
A Kawasaki Ha40 egy német eredetű, japánban licencben gyártott repülőgépmotor volt. A típus a német Daimler-Benz DB 601 motor Aa verzióján alapult.

## Alapvető jellemzők
A második világháború idején a japán Kawasaki repülőgépmotor-gyár licenc-motorokat gyártott. Az egyik ilyen típusuk volt a Ha40.
A típus egy 12 hengeres, fordított-V hengerelrendezésű repülőgépmotor volt. A hengerek furata 150 mm, lökethossza 160 mm volt, a 12 henger összesített lökettérfogata pedig 33,9 liter volt. Az alapverzió 1175 lóerőt tudott kifejteni, csakúgy mint a DB 601 Aa. Emellett a típus közvetlen-befecskendezéses volt és mechanikus-feltöltő biztosította a feltöltést.

## Szelepösszenyitás
A német Daimler-Benz repülőgépmotorokhoz hasonlóan a Kawasaki licencmotorjai is jelentős mértékben alkalmazták a szelepösszenyitást. A szelepösszenyitás révén kevesebb égéstermék maradt vissza a hengerben, ami növelte a volumetrikus hatásfokot. Emellett a hengeren átáramló levegő a motor hűtéséhez is hozzájárult.

## Alkalmazás
A második világháború idején a japán tervezésű repülőgépmotorok tipikusan léghűtéses csillagmotorok voltak. Ennek következtében a Ha40 alaposan kilógott a sorból.
A típust a japán szárazföldi légierő Ki-61 típusú vadászgépéhez alkalmazták. Kezdetben, 1943-ban a Ki-61 hatásosnak számított és az amerikai légierőnek újabb repülőgépeket kellett alkalmaznia a típus elleni harchoz a csendes-óceáni hadszíntéren.

## A Ha140
A Ha40 továbbfejlesztése volt a Ha140. Ez típus gyakorlatilag egy felgyorsított (nagyobb fordulatszámú) Ha40 volt. A fejlesztések révén a teljesítmény 1175 lóerőről 1500 lóerőre nőtt.
Viszont a teljesítmény növekedésével együtt az élettartam is visszaesett, amit a Kawasaki mérnökei a háború végéig nem tudtak megoldani. Ezt a japán légierő komoly problémának tartotta.
A Ha140 továbbfejlesztésénél a háború végén a fő cél a feltöltés fejlesztése volt, amihez kétlépcsős (kétfokozatú) kompresszort fejlesztettek. Ez viszont a háborús körülmények miatt már nem realizálódott.